# Junee
Junee est une ville australienne située dans la zone d'administration locale du comté de Junee, dont elle est le chef-lieu, située dans l'État de Nouvelle-Galles du Sud.

## Géographie
La ville est établie dans la Riverina au sud de la Nouvelle-Galles du Sud, à 470 km de Sydney sur l'Olympic Highway.

## Histoire
Le nom de la ville est d'origine aborigène et signifie « parlez moi ».
Le développement de la ville commença dans les années 1860 à 1880, à l'époque de la ruée vers l'or. Puis l'arrivée du train et l'existence d'une ligne entre Sydney et Melbourne passant par Junee permirent une nouvelle poussée de croissance en permettant aux agriculteurs d'exporter sur l'une ou l'autre ville.
La région s'est reconvertie dans des produits de qualité : mouton, céréales avec orge, avoine et triticale. Elle a essayé de se reconvertir dans l'économie secondaire avec la mécanique, la transformation de la viande, la minoterie.
Le 1er janvier 1981, la municipalité de Junee fusionne avec le comté d'Illabo pour former le comté de Junee.

## Démographie
La population s'élevait à 4 578 habitants en 2011 et à 4 922 habitants en 2016.